# Горчаков, Александр Константинович
Светлейший князь Александр Константинович Горчаков (17 сентября 1875 — 18 марта 1916) — ротмистр, Переяславский уездный предводитель дворянства в Полтавской губернии, шталмейстер.

## Биография
Сын светлейшего князя Константина Александровича Горчакова (1841—1926), шталмейстера Высочайшего двора, и княжны Марии Михайловны Стурдза (1849—1905) — дочери молдавского господаря Михаила Стурдзы.
После окончания Харьковского университета остался на Украине, вёл жизнь помещика, неоднократно избирался предводителем дворянства. Был страстным охотником, считался одним из первых русских охотников, побывавших в Африке дважды.
Участник Первой мировой войны, где в марте 1916 года был тяжело ранен на фронте, скончался в петроградском госпитале от ран в возрасте 40 лет, похоронен на кладбище монастыря Святого Иоанна Кронштадтского в Петрограде.

## Семья

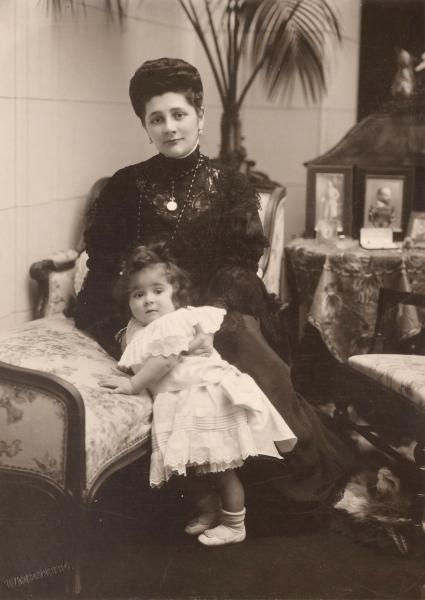
Дарья Михайловна c сыном

Женат (с 30 марта 1904 года) — Дарья Михайловна Бибикова (03.12.1883—07.06.1962), родилась в Харькове, фрейлина двора, внучка князя Д. А. Оболенского, дочь воронежского губернатора М. М. Бибикова. После революции Дарья Михайловна с детьми переехала из Петрограда в Киев, в конце 1918 года они переехали в Одессу, а затем в Константинополь и оказались в Швейцарии. Умерла в Лозанне, Швейцария. Дети:
- Михаил (1905—1996), его потомки проживают в Аргентине[2].
- Константин (1906—1994), был женат на Марии Александровне Вырубовой (1912—2000), чей отец был первым мужем Анны Вырубовой.